# Rhinonicteris aurantia
Rhinonicteris aurantia (Gray, 1845) è un pipistrello della famiglia dei Rinonitteridi, unica specie del genere Rhinonicteris (Gray, 1847), endemico dell'Australia.

## Descrizione

### Dimensioni
Pipistrello di piccole dimensioni, con la lunghezza della testa e del corpo tra 43 e 53 mm, la lunghezza dell'avambraccio tra 45 e 50 mm, la lunghezza della coda tra 24 e 28 mm, la lunghezza delle orecchie tra 12 e 13,6 mm e un peso fino a 11 g.

### Caratteristiche craniche e dentarie
La forma del cranio è simile a quella delle forme del genere Hipposideros. Il rostro è rigonfio e più basso della scatola cranica. Le ossa pre-mascellari sono insolitamente spesse e formano lungo la superficie di contatto una cresta che termina anteriormente in una distinta punta rivolta all'indietro. Le arcate zigomatiche sono notevolmente ingrossate nella parte posteriore. La cresta sagittale inizia alta a metà della parte posteriore della scatola cranica. Il canino superiore ha una cuspide secondaria ben sviluppata.
Sono caratterizzati dalla seguente formula dentaria:

### Aspetto
La pelliccia è corta, fine e setosa. Il colore generale del corpo è arancione dorato, sebbene alcuni individui siano completamente giallo-brunastri. Il muso è ottuso, compresso lateralmente ed è interamente ricoperto da una foglia nasale formata da una porzione anteriore pentagonale, con due distinte fogliette supplementari laterali unite alla base e da una porzione posteriore sormontata da un processo a forma di corona, con diverse piccole celle che si aprono lungo il margine superiore ed una più grande situata al centro. Le labbra sono ricoperte anteriormente di piccole papille. Le orecchie sono corte, triangolari, con l'estremità appuntita, il margine interno convesso e quello posteriore diritto alla base per poi arrotondarsi verso l'estremità. La coda è ben sviluppata, più lunga del femore ed è inclusa completamente nell'ampio uropatagio. Il calcar è relativamente lungo.

### Ecolocazione
Emette ultrasuoni sotto forma di impulsi formati da una parte centrale a frequenza costante e da due parti a frequenza modulata, con picchi fino a 120,99±1,91 kHz.

## Biologia

### Comportamento
Si rifugia all'interno di grotte o miniere in disuso, dove forma colonie da 20 a 20 000 individui, spesso insieme al Pipistrello fantasma. Nelle stagioni secche normalmente riposa nelle caverne, mentre nelle stagioni umide si disperde ed utilizza altri siti oltre le grotte come edifici e probabilmente anche cavità degli alberi. Non è in grado di abbassare la sua temperatura corporea attraverso stati di torpore ma diviene letargico se esposto ad ambienti con temperature inferiori a 20 °C. Solitamente inizia la caccia tra mezz'ora e un'ora e mezza dopo il tramonto.

### Alimentazione
Si nutre di insetti, principalmente di falene e termiti volanti, catturati in volo a circa 1-3 metri sopra la vegetazione, in ambienti aperti, incluse praterie e anche lungo le strade.

### Riproduzione
Le femmine danno alla luce un piccolo alla volta durante la stagione umida tra ottobre ed aprile. Non sono però noti i luoghi dove le femmine partoriscono. Le femmine raggiungono la maturità sessuale dopo 7 mesi, mentre i maschi dopo 16. L'aspettativa di vita è di circa 10 anni.

## Distribuzione e habitat

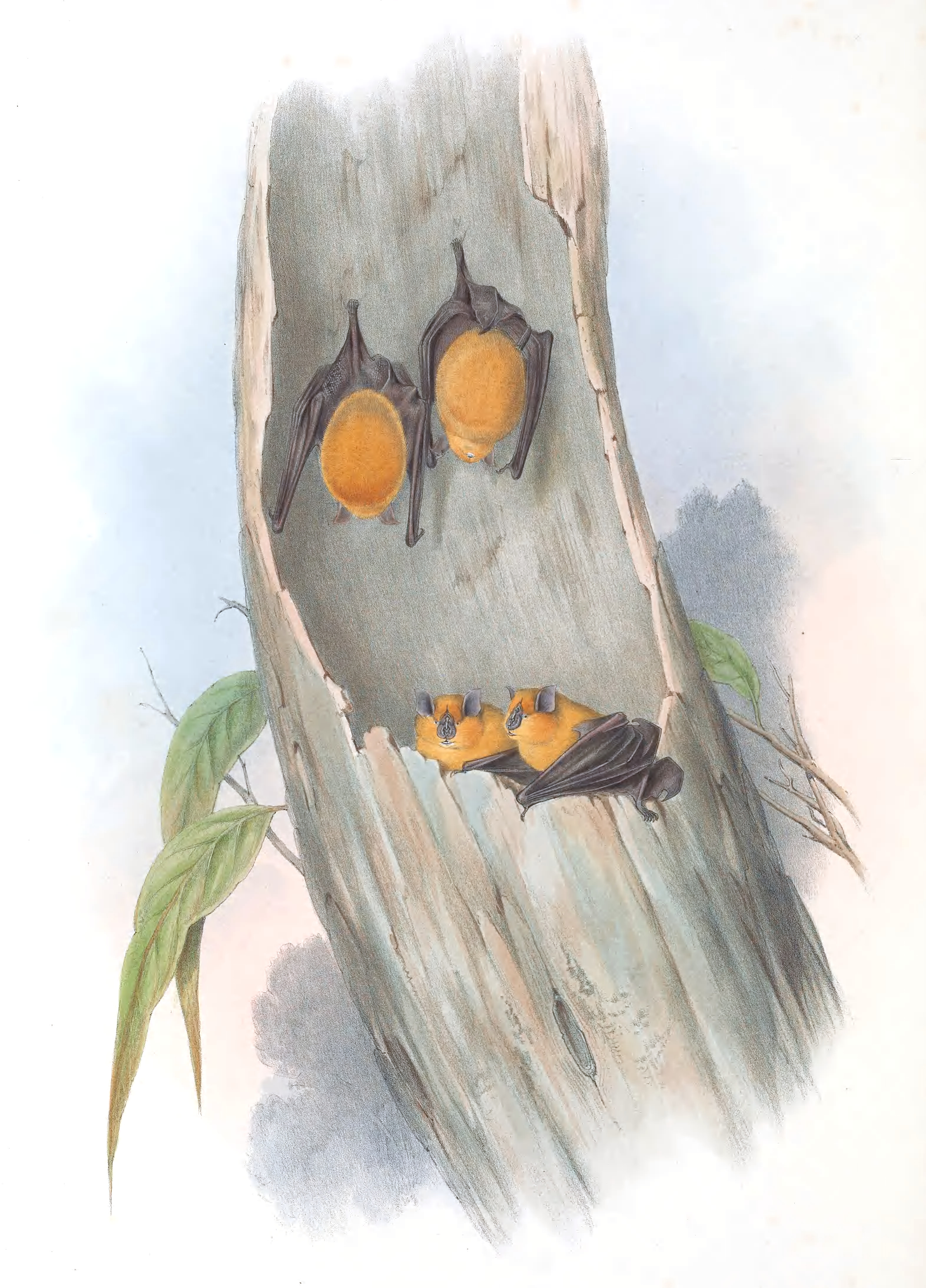
Illustrazione di Rhinonicteris aurantia

Questa specie è diffusa nell'Australia Occidentale settentrionale e nord-occidentale, Territorio del Nord settentrionale, Isola Bathurst e Queensland nord-occidentale.
Vive in grotte preferibilmente umide all'interno di boschi aperti.

## Tassonomia
Gli individui della regione di Pilbara, nell'Australia Occidentale, potrebbero appartenere ad una specie distinta.

## Conservazione
La IUCN Red List, considerato il vasto areale, la tolleranza a diversi tipi di habitat e la popolazione numerosa, classifica R.aurantia come specie a rischio minimo (Least Concern)).